# Estevam Soares
Estevam Eduardo Lemos Soares (Cafelândia, 10 de junho de 1956) é um treinador e ex-futebolista brasileiro que atuava como zagueiro.

## Carreira

### Como jogador
Seu primeiro esporte foi o vôlei, modalidade na qual foi campeão estadual infantil.
De estilo viril, Estevam começou a carreira no juvenil do Guarani em 1972, mas contundiu-se no fim de 1976 e foi dispensado, seguindo para o XV de Jaú. Depois de um Campeonato Paulista em que se destacou, chegando à Seleção Paulista de novos, foi contratado pelo São Paulo, onde conquistaria o Campeonato Brasileiro de 1977. Pelo time da capital paulista, disputou 117 jogos, marcando um gol. Defendeu o São Paulo até o fim de 1979.
Entre 1985 e 1986 esteve no Bahia e foi em 1987 para o Sport, onde conquistou o Campeonato Brasileiro de 1987, sendo o capitão do time.
No ano seguinte, foi para o Vitória.
Jogou ainda no Joinville e no Primavera de Indaiatuba. Encerrou a carreira em 1993.

### Como treinador
Quando chegou ao Primavera como jogador, já tinha a proposta de treinar o time quando se aposentasse, algo em que já pensava por comentários de técnicos com que trabalhou, como Orlando Fantoni. Assumiu o time em 1993.
Em 1997, conquistou o único título de sua carreira, o Campeonato Potiguar, com o América de Natal.
Entre 1997 e 1998, trabalhou como auxiliar de Vadão no Guarani e assumiu o clube no ano seguinte.
Em 2003, comandou o Gama na campanha que rebaixou o time da Série B para a Série C.
No ano seguinte chegou pela segunda vez à Ponte Preta, time que o tinha dispensado em 2000 — Estevam diz que por influência da Penalty, patrocinadora do time, e até da Federação Paulista de Futebol — e fazia boa campanha no Campeonato Brasileiro de 2004, quando foi convidado para dirigir o Palmeiras, onde teve um início arrasador, chegando a liderar o torneio. Acabou na quarta posição e conseguiu a vaga na Libertadores, mas foi demitido no começo do ano seguinte. Ainda no Palmeiras, Estevam se envolveu em 2005 como uma grande polêmica com o meia Diego Souza. Depois de ser colocado em campo pelo treinador, mas substituído apenas sete minutos depois num empate por 2 a 2 com o União São João, pelo Campeonato Paulista, o jogador discutiu de maneira forte com Estevam e ambos bateram boca no banco de reservas. O técnico rebateu forte na entrevista, dizendo que Diego Souza havia entrado mal na partida porque havia caído na noite antes da partida. Com isso, o meio-campista foi afastado do elenco e emprestado ao Vissel Kobe, do Japão. Estevam acabaria demitido dias depois pela diretoria alviverde.
Em 2008, foi chamado para treinar o Al-Ittihad, da Arábia Saudita, e lá impressionou-se com o profissionalismo do time. "Sou profissional e, se precisar, volto a trabalhar no Brasil", disse ele ao jornal O Estado de S. Paulo em 13 de abril. "Mas aqui o respeito ao profissional é muito maior. Na assinatura do contrato, você recebe 50%, e não são dois ou três tropeços que te levam à demissão." Na mesma entrevista, manifestou o desejo de trabalhar no Golfo Pérsico. No mesmo ano de 2008 Estevam foi contratado como treinador da Portuguesa, com a incumbência de salvar o time do rebaixamento.
Em 2009, foi para o Guaratinguetá e depois foi contratado pelo Grêmio Barueri, que passou todo o primeiro turno do Campeonato Brasileiro na parte de cima da tabela de classificação.
Deixou o clube para assumir o Botafogo após a queda de Ney Franco. Sua estreia foi em 15 de agosto, contra o Palmeiras, jogo que terminou empatado em 1 a 1. No dia 25 de janeiro de 2010, Estevam foi demitido do Glorioso, depois de perder um clássico em pleno Engenhão para o Vasco da Gama por 6 a 0.
No dia 13 de junho foi contratado pelo Ceará para substituir PC Gusmão. Em 8 de agosto de 2010, após um empate sem gols com o Atlético Goianiense — completando seis jogos sem vitória —, foi demitido do Ceará.
Em 8 de fevereiro de 2011 acertou contrato até o final do Paulistão, com o São Bernardo.
Foi contratado pelo Grêmio Barueri no dia 1 de agosto, mas pouco menos de um mês depois foi recontratado pelo Ceará. Sem resultados positivos, foi demitido em 23 de outubro, após apenas 41 dias no comando do clube.
Em dezembro, Estevam acertou com o Oeste, para comandar o clube no Campeonato Paulista de 2012, mas foi demitido após não vencer nas cinco primeiras rodadas do campeonato. Já no dia 14 de fevereiro, menos de uma semana após sua saída do Oeste, foi anunciado como novo técnico do XV de Piracicaba. Em 13 de junho, voltou ao Grêmio Barueri.
Em 2013, Estevam Soares acertou com o Atlético Sorocaba, para comandar a equipe no Campeonato Paulista da Segunda Divisão. Em 23 de fevereiro, pediu para ser dispensado, depois da derrota por 3 a 1 diante do Paulista de Jundiaí. Estevam não conseguiu fazer a equipe de render como o esperado, e o Atlético conquistou apenas seis pontos em nove jogos do Paulistão.
Em março de 2014, acertou com o CSA, mas deixou a equipe alagoana em março, com apenas uma vitória em quatro jogos disputados.
No dia 11 de março de 2015, o Rio Claro Futebol Clube acertou a contratação de Estevam Soares para comandar a equipe paulista, no restante do campeonato paulista série A1, depois de quase um ano desempregado. Meses depois, foi contratado novamente como treinador da Portuguesa. Após dois jogos em 2016 (um empate com o Barretos e uma derrota para o Juventus, na Série A2), Estevam Soares deixou o comando da Lusa.
Em 9 de junho de 2016 foi contratado pelo Tupi de Juiz de Fora.
O treinador acertou seu retorno à Portuguesa em março de 2017. Após comandar a equipe em apenas 12 jogos, foi demitido no dia 30 de maio, sendo o último a derrota para o Bangu na Série D.
No final de 2017, chegou ao Operário Várzea-Grandense.
Em 9 de fevereiro de 2018, o Vitória da Conquista acertou a contratação de Estevam Soares para melhorar o futebol da equipe baiana, que realizava uma campanha irregular no estadual. Com o fim do Estadual e o contrato de quatro jogos expirado, Estevam deixou o comando do clube baiano.
Em 3 de abril, foi anunciado como novo treinador do Itumbiara para o segundo semestre: visando ao acesso à Série C do Brasileirão, Estevam comandaria o clube goiano pela primeira vez.
Em outubro de 2018, assumiu o Central. Ficou no clube pernambucano até 18 de março de 2019, onde obteve cinco vitórias, três derrotas e dois empates.
No dia 15 de abril de 2019, foi contratado pelo Altos. Estevam foi demitido no dia 5 de maio, depois de apenas cinco jogos no comando.
Em 27 de agosto de 2019, foi anunciado como novo diretor de futebol do Guarani. Após 16 dias, foi demitido pelo novo presidente do clube.
Chegou a ser anunciado pelo Anapolina no dia 31 de dezembro de 2019, mas deixou o clube goiano antes mesmo de estreia oficial, em 16 de janeiro de 2020.
Em março de 2020, assumiu o cargo de coordenador técnico do Oeste. No entanto, deixou o clube em setembro do mesmo ano.
Em setembro de 2020, chegou ao Imperatriz com a Série C em andamento para substituir Luis dos Reis, mas fez apenas cinco partidas à frente do Cavalo de Aço, com derrotas em todas, deixando o clube em outubro.
No dia 11 de fevereiro de 2021, Estevam Soares foi anunciado como técnico do Atlético de Alagoinhas. Pouco mais de um mês depois, foi anunciado pelo Aliança no dia 23 de março.

## Estatísticas

### Como treinador
| Clube             | Jogos | Vitórias | Empates | Derrotas | Aproveitamento |
| ----------------- | ----- | -------- | ------- | -------- | -------------- |
| Palmeiras         | 47    | 23       | 13      | 11       | 58,2%          |
| Botafogo          | 30    | 11       | 8       | 11       | 45,6%          |
| Ceará             | 14    | 1        | 6       | 7        | 21,4%          |
| São Bernardo      | 12    | 4        | 1       | 7        | 36,1%          |
| Grêmio Barueri    | 13    | 4        | 3       | 6        | 38,5%          |
| Oeste             | 5     | 0        | 2       | 3        | 13,3%          |
| XV de Piracicaba  | 11    | 4        | 0       | 7        | 36,4%          |
| Atlético Sorocaba | 9     | 1        | 3       | 5        | 22,2%          |
| CSA               | 4     | 1        | 2       | 1        | 41,7%          |
| Tupi              | 19    | 5        | 7       | 7        | 26,3%          |
| Bragantino        | 0     | 0        | 0       | 0        | 0%             |

## Títulos

### Como jogador
Guarani
- Campeonato Paulista do Interior: 1974 e 1975

XV de Jaú
- Campeonato Paulista de Futebol - Série A2: 1976

São Paulo
- Campeonato Brasileiro: 1977
- Campeonato Paulista: 1980 e 1981
- Taça Governador do Estado de São Paulo: 1980

Bahia
- Campeonato Baiano: 1986

Sport
- Campeonato Brasileiro: 1987

Sampaio Corrêa
- Campeonato Maranhense: 1991

### Como treinador
Palmeiras
- Troféu 90 Anos do Esporte Clube Taubaté: 2004